# 25-те – перший день
25 е — перший день — радянський Анімаційний фільм, дебютна робота режисерів Юрія Норштейна та Аркадія Тюріна. Фільм-плакат до 50-річчя Жовтневої революції. Фрагменти з музики Дмитра Шостаковича. Фільм створений на основі творів радянських художників перших років Революції — Лентулова, Альтмана, Петрова-Водкіна та інших.

## Історія створення
У книзі «Казка казок» Юрій Норштейн пише:
«„25  - перший день“», моя перша робота (спільно з Аркадієм Тюріним ), зроблена в 1967 - 1968 роках. Ми задумували революційно-романтичний етюд, в якому живопис російського та європейського авангарду 10 - 20-х років поєднався з музикою великого композитора Дмитра Шостаковича. Живопис цього часу неймовірно кінематографічний; в ній прихована, стиснута метафізика часу. Ми робили фільм із відчуттям Революції як початку потужного культурного процесу. Нас надихав той факт, що твори художників були сповнені ідеєю відновлення світу, творіння своєї долі.
Список художників, чиї твори були взяті в основу фільму, вражає: Татлін, Петров-Водкін, Шагал, Філонов, Альтман, Малевич, Дейнека, Піменов, Лисицький. Ми використовували графіку Маяковського (його ж рядок став назвою фільму), Юрія Анненкова, Чехоніна, Лебедєва, Чуп'ятова. З європейських художників - Жорж Брак. Саме його мальовниче звучання стало основою епізоду „ Штурм ”. Фінал фільму будувався на живописі Філонова „Гімн Місту“ та „Формула Революції“, на віршах французького поета Поля Елюара, в яких йшлося про братерство людей. Ангел Шагала летів над святковою демонстрацією.
Ми з моїм співавтором Аркадієм Тюріним на собі випробували силу політичної редактури. Нас змусили викинути епізод, зроблений за гравюрою Фаворського „Ленін та Революція“. Замість нього у фільмі плакатний Ленін, який на тлі всього монтажного шматка став чудовиськом. Нам довелося забрати недознятий фінал. Фільм так і не з'явився у задуманому варіанті.
І все ж я не шкодую про зроблене. Насамперед тому, що через фільм я відкрив велике мистецтво 10-20-х років. Саме це мистецтво дозволило розглянути величезні естетичні здібності мультиплікації, відчути нову образотворчу драматургію. Через цю роботу я відкрив, що мультиплікація є пластичним часом. Цей фільм вплинув на всю мою роботу.І ще один урок. Цей фільм навчив мене не йти на жодні поступки, якщо вони не узгоджуються з твоєю совістю.» 
У програмі «Світ анімації чи анімація світу» Юрій Норштейн так згадував про фільм: «Оце було перше, за що нам відразу дали як слід по шапці. Це на шість років відсунуло від мене режисуру. 

## Знімальна група
- режисери та художники-постановники - Юрій Норштейн, Аркадій Тюрін
- оператор - Володимир Саруханов
- монтаж — Лідія Кякшт
- директор картини - Натан Бітман